# Лиховцева Олена Олександрівна
Олена Олександрівна Лиховцева (рос. Елена Александровна Лиховцева) —  російська тенісистка, пік активності якої припадає на 2000-і роки, чемпіонка Австралії та Вімблдону в змішаному парному розряді. 

## Фінали турнірів Великого шолома

### Пари
| Результат | Рік  | Турнір          | Поверхня | Партнерка          | Супротивниці                         | Рахунок       |
| --------- | ---- | --------------- | -------- | ------------------ | ------------------------------------ | ------------- |
| Поразка   | 2000 | US Open         | Хард     | Кара Блек          | Жулі Алар-Декюжі Суґіяма Ай          | 6–0, 1–6, 6–1 |
| Поразка   | 2004 | Australian Open | Хард     | Світлана Кузнецова | Вірхінія Руано Паскуаль Паола Суарес | 6–4, 6–3      |
| Поразка   | 2004 | French Open     | Ґрунт    | Світлана Кузнецова | Вірхінія Руано Паскуаль Паола Суарес | 6–0, 6–3      |
| Поразка   | 2004 | US Open         | Хард     | Світлана Кузнецова | Вірхінія Руано Паскуаль Паола Суарес | 6–4, 7–5      |

### Мікст
| Результат | Рік  | Турнір          | Поверхня | Партнер       | Супротивники                      | Рахунок  |
| --------- | ---- | --------------- | -------- | ------------- | --------------------------------- | -------- |
| Перемога  | 2002 | Wimbledon       | Трава    | Магеш Бгупаті | Даніела Гантухова Кевін Улльєтт   | 6–2, 7–5 |
| Поразка   | 2003 | French Open     | Ґрунт    | Магеш Бгупаті | Ліза Реймонд Майк Браян           | 6–3, 6–4 |
| Поразка   | 2006 | Australian Open | Хард     | Деніел Нестор | Мартіна Хінгіс Магеш Бгупаті      | 6–3, 6–3 |
| Поразка   | 2006 | French Open     | Ґрунт    | Деніел Нестор | Катарина Среботнік Ненад Зімоньїч | 6–3, 6–4 |
| Перемога  | 2007 | Australian Open | Хард     | Деніел Нестор | Вікторія Азаренко Макс Мирний     | 6–4, 6–4 |

## Зовнішні посилання
- Досьє на сайті WTA [Архівовано 5 липня 2018 у Wayback Machine.]

## Виноски
1. 1 2  Player Profile // WTA website
2. ↑  Source:  Note that other sources, including Australian Open homepage ( [Архівовано 18 грудня 2008 у Wayback Machine.]) say 6–4, 6–4, but this one says 7–5, 6–4. The source is a highlights reel.

| Тенісист | Це незавершена стаття про тенісиста чи тенісистку. Ви можете допомогти проєкту, виправивши або дописавши її. |